# Shropshire
Shropshire er et engelsk provins (county) i English Midlands. Det er et af Englands mest landlige områder.
Den officielle provinshovedby er Shrewsbury, men Ludlow anses traditionelt for at være hovedbyen, da Ludlows borg tidligere var en kongelig residens.
Provinsen har endvidere Ironbridge, den første jernbro der nogensinde er bygget.
Inden for de sportslige område er Shropshire kendt for Shropshire Senior Cup, en traditionsrig lokal pokalturnering grundlagt i 1877 for fodboldhold i Shropshire county, der rangerer blandt verdens ti ældste pokalturneringer i fodbold.

## Kommuner
Indtil 2009 var Shropshire yderligere opdelt i fem distrikter – Bridgnorth, North Shropshire, Oswestry, Shrewsbury og Atcham, South Shropshire.
Shropshire Council, der er fælles kommunalbestyrelse for de fem distrikter, blev oprettet i 2009.
Det sjette distrikt Borough of Telford and Wrekin blev en selvstændig kommune allerede i 1974.
Det ceremonielle grevskab Shropshire består af disse to kommuner.

## Seværdigheder
| - Adcote nr. Shrewsbury - Attingham Park, Atcham - Benthall Hall, Broseley - Blists Hill, Madeley - Boscobel House, nr. Wolverhampton - Bridgnorth Cliff Railway, Bridgnorth - Bridgnorth Castle, Bridgnorth - Brown Clee Hill, South Shropshire - Buildwas Abbey, Buildwas - Burford House - Caer Caradoc, nr. Church Stretton - Cambrian Heritage Railway, Oswestry and Llynclys - Chetwynd Park, Newport - Cardingmill Valley, Church Stretton - Clun Castle, Clun - Flounder's Folly, nr. Craven Arms - Fordhall castle and farm - Haughmond Hill, nr. Shrewsbury - Haughmond Abbey - Hawkstone Park, North Shropshire - Hopton Castle, nr. Craven Arms - Ironbridge Gorge - Kynaston's Cave, nr. Nesscliffe - Langley Chapel, nr. Shrewsbury - Lilleshall Abbey, nr Newport - The Long Mynd, Church Stretton - Ludlow Castle, Ludlow | - Mitchell's Fold, nr. Chirbury - Moreton Corbet Castle, Moreton Corbet - Newport Guildhall, Newport - Offa's Dyke Path, Welsh Marches - Puleston Cross, Newport - Severn Valley Railway, Bridgnorth - Shrewsbury Abbey, Shrewsbury - Shrewsbury Castle, Shrewsbury - Shropshire Hills Area of Outstanding Natural Beauty (AONB), South Shropshire - Shropshire Union Canal - Snailbeach Lead Mines nr. Shrewsbury - South Telford Heritage Trail, Telford - Soulton Hall nr. Wem - St Laurence Church, Ludlow - The Stiperstones, nr Pontesbury - Stokesay Castle, nr Craven Arms - Sunnycroft, Wellington - Telford Steam Railway, Telford - Titterstone Clee Hill, nr. Ludlow - Wenlock Edge, Much Wenlock - Wenlock Priory - White Ladies Priory - Whittington Castle, nr. Oswestry - The Wrekin (and Ercall) nr. Wellington - Wroxeter Roman City, Wroxeter, nr. Atcham |  |